# Дикарев, Михаил Иванович
Михаил Иванович Дикарёв (? — после 1917) — русский иконописец, реставратор. Согласно определению «Православной энциклопедии», один из основоположников нового стилистического направления в русской иконописи последней четверти XIX — начала XX века.
Работы Дикарева хранятся в собрании Эрмитажа.
Биографические сведения о нём скудны: известно, что он начал работать в Мстере в мастерской В. О. Шитова.
В конце 1870-х годов Дикарев переезжает в Москву, где устраивается на работу в иконописную мастерскую братьев Чириковых.
Сохранился цикл минейных икон, выполненный для церкви Введения во храм Богородицы в Мраморном дворце в Петербурге. Это был великокняжеский заказ двум крупным мастерским в Москве, которые возглавляли Осип Семенович Чириков и  Дикарев.
Помимо иконописи, работает реставратором, становится членом Общества любителей духовного просвещения при МАО.
В 1882 году Дикарев восстановил две иконы из Спасо-Преображенского собора в Переяславле-Залесском.